# Wola Ostaszewska
Wola Ostaszewska es una localidad de Polonia situada en el voivodato de Mazovia. Tiene una población estimada, a fines de 2022, de 110 habitantes.
Está ubicado en el municipio (gmina) de Sońsk, en el distrito (powiat) de Ciechanów. Se encuentra en el distrito (Gmina) de Sońsk, perteneciente al condado (Powiat) de Ciechanów. Se encuentra aproximadamente a 7 km al este de Sońsk, 17 km al sureste de Ciechanów, y a 63 km al norte de Varsovia. Su población es de 122 habitantes.
Entre 1975 y 1998 perteneció al voivodato de Ciechanów.